# UFC Live: Cruz vs. Johnson
UFC Live: Cruz vs. Johnson (también conocido como UFC on Versus 6) fue un evento de artes marciales mixtas celebrado por Ultimate Fighting Championship el 1 de octubre de 2011 en el Verizon Center, en Washington D. C.

## Historia
Este evento contó con una pelea de campeonato UFC de peso gallo entre el campeón Dominick Cruz y el contendiente No.1 Demetrious Johnson, fue la primera pelea de título que saldrá al aire en vivo en un evento gratuito televisado UFC desde el UFC 75 en septiembre de 2007.
Fabio Maldonado se espera hacer frente a Aaron Rosa en una pelea de peso semipesado, pero fue sacado de la cartelera debido a una lesión. Se buscó un reemplazo, pero esta pelea fue desechada.
Jeff Hougland se espera hacer frente a Mike Easton en un combate de peso gallo, pero se lesionó y fue sustituido por el recién llegado al UFC Byron Bloodworth. Bloodworth no pudo hacer el peso límite de 135 libras, con lo que la pelea fue cambiada a una pelea de peso acordado, con Bloodworth previsto a una multa por la infracción.
Fox se hizo cargo de los derechos de emisión de UFC en el 2012, este fue el último evento de UFC que Zuffa transmitiera por Versus.

## Resultados
1. ↑  Por el Campeonato de Peso Gallo de UFC.

## Premios extra
Cada peleador recibió un bono de $65,000.
- Pelea de la Noche: Matt Wiman vs. Mac Danzig
- KO de la Noche: Anthony Johnson
- Sumisión de la Noche: Stefan Struve